# Campeonato Mundial Universitario de Fútbol Americano de 2018
El WUC 2018 fue la III edición del Campeonato Mundial Universitario de Fútbol Americano organizado por la FISU, que se disputó del 14 al 24 de junio de 2018 en Harbin, China.
Esta fue la primera vez que el WUC se disputó en el continente asiático.
En esta edición la selección de México logró imponerse ante sus similares de Estados Unidos, Japón, China y Corea para coronarse campeón nuevamente de manera invicta. México se coronó tricampeón del torneo.

## Sede
La FISU realizó por primera vez una competencia internacional en la ciudad de Harbin en el 2009, siendo la anfitriona de las Universiadas, realizándose con un buen éxito. Para el 2016 se realiza de manera exitosa la IV Copa Mundial Juvenil de Fútbol Americano de la IFAF en Harbin, China.   
De esta manera se decide darle la sede de la III edición del torneo universitario de fútbol americano a realizarse en el 2018 al haber realizado varios torneos consecutivos de manera exitosa y atrayendo a una gran cantidad de espectadores.  
La III edición del torneo tuvo sede en la ciudad de Harbin, China. Todos los partidos se jugaron en el Estadio de la Universidad de Comercio de Harbin. 
| Harbin               | HarbinHarbin (República Popular China) |
| -------------------- | -------------------------------------- |
| Heilongjiang (UTC+8) | HarbinHarbin (República Popular China) |
| HUC                  | HarbinHarbin (República Popular China) |
| Capacidad: 15,000    | HarbinHarbin (República Popular China) |
|                      | HarbinHarbin (República Popular China) |

## Formato de competición
Los 5 equipos participantes se enfrentan en un formato round-robin. Los equipos se enfrentan una vez todos contra todos, de esta manera cada equipo juega 4 partidos. El equipo con más victorias se corona campeón del torneo.

## Equipos
En esta edición se suma a la competencia la selección de Corea buscando competir ante las ya experimentadas selecciones de México, Japón y China que compiten por tercera vez, y Estados Unidos que compite por segunda vez en el torneo. La selección de México llega al torneo de manera invicta buscando el tricampeonato.
En cursiva los equipos debutantes.
| América                   | Asia                                |
| ------------------------- | ----------------------------------- |
| - Estados Unidos - México | - Japón - China (anfitrión) - Corea |

## Tabla General
| Varonil - peliminar | JJ | JG | JP | Pts. F | Pts. C | Pctje. |
| ------------------- | -- | -- | -- | ------ | ------ | ------ |
| México              | 4  | 4  | 0  | 198    | 20     | 1.00   |
| EE. UU.             | 4  | 3  | 1  | 197    | 23     | .75    |
| Japón               | 4  | 2  | 2  | 113    | 81     | .50    |
| Corea               | 4  | 1  | 3  | 42     | 175    | .25    |
| China               | 4  | 0  | 4  | 0      | 251    | .00    |

## Resultados
|         | 1  | 2  | 3 | 4 | Total |
| ------- | -- | -- | - | - | ----- |
| EE. UU. | 42 | 14 | 6 | 7 | 69    |
| China   | 0  | 0  | 0 | 0 | 0     |

|       | 1  | 2  | 3* | 4* | Total |
| ----- | -- | -- | -- | -- | ----- |
| Japón | 22 | 15 | 0  | 0  | 37    |
| Corea | 0  | 0  | 0  | 0  | 0     |

|        | 1  | 2 | 3  | 4  | Total |
| ------ | -- | - | -- | -- | ----- |
| México | 35 | 7 | 14 | 13 | 69    |
| Corea  | 0  | 0 | 0  | 0  | 0     |

|       | 1  | 2  | 3 | 4  | Total |
| ----- | -- | -- | - | -- | ----- |
| Japón | 35 | 14 | 0 | 21 | 70    |
| China | 0  | 0  | 0 | 0  | 0     |

|         | 1  | 2 | 3  | 4 | Total |
| ------- | -- | - | -- | - | ----- |
| Japón   | 0  | 0 | 3  | 0 | 3     |
| EE. UU. | 14 | 7 | 21 | 0 | 42    |

|        | 1  | 2  | 3  | 4 | Total |
| ------ | -- | -- | -- | - | ----- |
| México | 35 | 21 | 14 | 0 | 70    |
| China  | 0  | 0  | 0  | 0 | 0     |

|       | 1 | 2 | 3  | 4  | Total |
| ----- | - | - | -- | -- | ----- |
| China | 0 | 0 | 0  | 0  | 0     |
| Corea | 7 | 2 | 22 | 11 | 42    |

|         | 1 | 2  | 3 | 4 | Total |
| ------- | - | -- | - | - | ----- |
| EE. UU. | 7 | 3  | 0 | 7 | 17    |
| México  | 0 | 13 | 0 | 7 | 20    |

|         | 1  | 2  | 3 | 4  | Total |
| ------- | -- | -- | - | -- | ----- |
| EE. UU. | 35 | 13 | 7 | 14 | 69    |
| Corea   | 0  | 0  | 0 | 0  | 0     |

|        | 1 | 2  | 3  | 4  | Total |
| ------ | - | -- | -- | -- | ----- |
| México | 0 | 10 | 14 | 15 | 39    |
| Japón  | 3 | 0  | 0  | 0  | 3     |

## Campeón
| Campeón del Mundo 2018 |
| Bandera de México      |
| México                 |
| 3.º título             |

## Estadísticas

### Anotadores
| #  | Jugador              | Selección | TD | Rec | Ac | Int/Fr | Kr/Pr |
| -- | -------------------- | --------- | -- | --- | -- | ------ | ----- |
| 22 | Yoshio Takamatsu     | Japón     | 4  | 0   | 4  | 0      | 0     |
| 1  | Roger Walker         | EE. UU.   | 4  | 0   | 4  | 0      | 0     |
| 20 | Vic Jerald           | EE. UU.   | 4  | 0   | 4  | 0      | 0     |
| 7  | Bobby Chan-Chan      | EE. UU.   | 3  | 2   | 0  | 0      | 1     |
| 16 | Sebastian Olvera     | México    | 3  | 3   | 0  | 0      | 0     |
| 15 | Trevor Steinke       | EE. UU.   | 2  | 2   | 0  | 0      | 0     |
| 24 | Juan Giraldo         | EE. UU.   | 2  | 0   | 0  | 2      | 0     |
| 23 | Isaac Branch         | EE. UU.   | 2  | 0   | 2  | 0      | 0     |
| 2  | Jake Sission         | EE. UU.   | 2  | 0   | 2  | 0      | 0     |
| 5  | Riu Kawakami         | Japón     | 2  | 0   | 2  | 0      | 0     |
| 81 |                      | Corea     | 2  | 2   | 0  | 0      | 0     |
| 82 | Yuki Fujiwara        | Japón     | 2  | 2   | 0  | 0      | 0     |
| 85 | Jorge Retana         | México    | 2  | 1   | 0  | 0      | 1     |
| 84 | Rodrigo Arias        | México    | 2  | 2   | 0  | 0      | 0     |
| 23 | Emilio Fernandez     | México    | 2  | 0   | 2  | 0      | 0     |
| 25 | Marcelo González     | México    | 2  | 0   | 2  | 0      | 0     |
| 82 | Jose Barba           | México    | 2  | 2   | 0  | 0      | 0     |
| 87 | Víctor Gutiérrez     | México    | 1  | 1   | 0  | 0      | 0     |
| 13 | Credit               | EE. UU.   | 1  | 0   | 1  | 0      | 0     |
| 9  | Darian Hicks         | EE. UU.   | 1  | 0   | 0  | 0      | 1     |
| 37 | Nick Cuthbert        | EE. UU.   | 1  | 0   | 0  | 1      | 0     |
| 32 | Shichito Nishimura   | Japón     | 1  | 0   | 1  | 0      | 0     |
| 84 | Ei Karasuyama        | Japón     | 1  | 1   | 0  | 0      | 0     |
| 90 | Wataru Fujiwara      | Japón     | 1  | 0   | 0  | 1      | 0     |
| 40 | Kazuki Matsumoto     | Japón     | 1  | 0   | 0  | 1      | 0     |
| 12 | Daisuke Tanaka       | Japón     | 1  | 0   | 1  | 0      | 0     |
| 47 | Yuichiro Kuge        | Japón     | 1  | 0   | 0  | 0      | 1     |
| 86 | Kim Tae Hyung        | Corea     | 1  | 1   | 0  | 0      | 0     |
| 34 | Kim Sungmin          | Corea     | 1  | 0   | 1  | 0      | 0     |
| 10 |                      | Corea     | 1  | 0   | 0  | 1      | 0     |
| 36 |                      | Corea     | 1  | 0   | 0  | 1      | 0     |
| 28 | Fernando Mejía       | México    | 1  | 0   | 1  | 0      | 0     |
| 44 | Victor Hernández     | México    | 1  | 0   | 1  | 0      | 0     |
| 55 | Luis Canela          | México    | 1  | 0   | 0  | 1      | 0     |
| 52 | Andrés García        | México    | 1  | 0   | 0  | 1      | 0     |
| 19 | Daniel García        | México    | 1  | 0   | 0  | 1      | 0     |
| 6  | Rodrigo Jiménez      | México    | 1  | 0   | 0  | 1      | 0     |
| 22 | Diego Pareyon        | México    | 1  | 0   | 0  | 1      | 0     |
| 80 | Pedro Magallanes     | México    | 1  | 1   | 0  | 0      | 0     |
| 83 | Jhovany Haro         | México    | 1  | 1   | 0  | 0      | 0     |
| 15 | Mario Rubio          | México    | 1  | 1   | 0  | 0      | 0     |
| 88 | Alejandro Betancourt | México    | 1  | 1   | 0  | 0      | 0     |
| 7  | Kevin Correa         | México    | 1  | 0   | 1  | 0      | 0     |
| 14 | Cloves Campbell      | EE. UU.   | 1  | 0   | 0  | 1      | 0     |
| 45 | Lavonte Robinson     | EE. UU.   | 1  | 0   | 1  | 0      | 0     |
| 33 | Jamaal Payton        | EE. UU.   | 1  | 0   | 0  | 1      | 0     |
| 81 | Nathan Hodapp        | EE. UU.   | 1  | 1   | 0  | 0      | 0     |
| 47 | Kyle Curtis          | EE. UU.   | 1  | 0   | 0  | 1      | 0     |

## Premios y reconocimientos

### Jugador del partido
Este es un premio individual que se entrega al finalizar cada uno de los 10 partidos disputados, el cual reconocer al mejor jugador del partido de cada equipo.
| Jugador                            | Partido |
| ---------------------------------- | ------- |
| Juan Giraldo Huang Zheng           | 69:0    |
| *Suspendido por tormenta eléctrica | 37:0    |
| Diego Bedolla Park Hyungjo         | 69:0    |
| Yoshiki Takamatsu Zhan Yiquan      | 70:0    |
| Burenan Tsubasa Jordan Harold      | 3:42    |
| Victor Hernández Jia JunHaung      | 70:0    |
| #33 #81                            | 0:42    |
| Roger Walker Alejandro García      | 17:20   |
| Jaamal Payton Kim Sungmin          | 69:0    |
| Máximo González Ryota Haro         | 39:3    |

### MVP
El MVP es el premio al jugador más valioso del torneo. A lo largo de todo el torneo  se analizan las capacidades de cada jugador para otorgar el reconocimiento al mejor jugador por sus actuaciones en la competencia.
| Premio            | Jugador         | Selección |
| ----------------- | --------------- | --------- |
| Jugador defensivo | Máximo González | México    |